# Lekkoatletyka na Letnich Igrzyskach Olimpijskich 2024 – pchnięcie kulą mężczyzn
Turniej mężczyzn w pchnięciu kulą podczas XXXIII Letnich Igrzysk Olimpijskich w Paryżu odbył się w dniach 2 i 3 sierpnia 2024. Do rywalizacji przystąpiło 32 sportowców z 24 krajów. Arena zawodów był Stade de France. Mistrzem olimpijskim został Amerykanin Ryan Crouser, wicemistrzem jego rodak Joe Kovacs, a brąz zdobył Jamajczyk Rajindra Campbell.
Był to XXX olimpijski konkurs pchnięciu kulą mężczyzn.

## Terminarz
godziny zostały podane w czasie CEST
| Data            | Godzina rozpoczęcia   |                 |       |                       |
| --------------- | --------------------- | --------------- | ----- | --------------------- |
| Data            | Godzina rozpoczęcia   | 2 sierpnia 2024 | 20:10 | kwalifikacje, grupa A |
| 20:10           | kwalifikacje, grupa B | 2 sierpnia 2024 |       |                       |
| 3 sierpnia 2024 | 19:35                 | finał           |       |                       |

## System rozgrywek
W kwalifikacjach każdy z zawodników mógł oddać trzy rzuty. Aby uzyskać awans do finału należało uzyskać minimum kwalifikacyjne - 21,35 m. Jeżeli minimum kwalifikacyjne uzyskało mniej niż 12 sportowców, to kwalifikacje uzyskiwali zawodnicy, którzy oddali najdalsze rzuty, tak aby liczba finalistów wyniosła 12.
W finale zawodnicy mogli oddać sześć z rzutów, z wyjątkiem czterech kulomiotów, którzy po trzech próbach osiągnęli najniższe wyniki i byli po nich eliminowani z dalszej konkurencji. Do ostatecznego wyniku zaliczano jeden, najdalszy rzut oddany przez zawodnika w finale (rzuty w kwalifikacjach nie były brane pod uwagę).

## Wyniki

### Kwalifikacje
| Pozycja | Grupa | Zawodnik               | Reprezentacja        | Próba | Próba | Próba | Wynik | Uwagi |
| Pozycja | Grupa | Zawodnik               | Reprezentacja        | 1     | 2     | 3     | Wynik | Uwagi |
| ------- | ----- | ---------------------- | -------------------- | ----- | ----- | ----- | ----- | ----- |
| 1       | A     | Leonardo Fabbri        | Włochy               | 20,44 | x     | 21,76 | 21,76 | Q     |
| 2       | A     | Tomáš Staněk           | Czechy               | 21,61 | —     | —     | 21,61 | Q,    |
| 3       | B     | Payton Otterdahl       | Stany Zjednoczone    | 21,52 | —     | —     | 21,52 | Q     |
| 4       | A     | Ryan Crouser           | Stany Zjednoczone    | 21,49 | —     | —     | 21,49 | Q     |
| 5       | B     | Tom Walsh              | Nowa Zelandia        | 20,65 | 21,48 | —     | 21,48 | Q     |
| 6       | A     | Jacko Gill             | Nowa Zelandia        | 21,14 | 21,35 | —     | 21,35 | Q     |
| 7       | B     | Joe Kovacs             | Stany Zjednoczone    | 20,65 | 21,06 | 21,24 | 21,24 | Q     |
| 8       | B     | Uziel Muñoz            | Meksyk               | 20,69 | 20,43 | 21,22 | 21,22 | Q     |
| 9       | B     | Chukwuebuka Enekwechi  | Nigeria              | 21,13 | 21,00 | x     | 21,13 | Q     |
| 10      | A     | Rajindra Campbell      | Jamajka              | 21,05 | x     | x     | 21,05 | Q     |
| 11      | B     | Zane Weir              | Włochy               | 20,29 | 21,00 | x     | 21,00 | Q     |
| 12      | A     | Marcus Thomsen         | Norwegia             | 20,81 | x     | 20,33 | 20,81 | Q     |
| 13      | B     | Kyle Blignaut          | Południowa Afryka    | x     | 20,03 | 20,78 | 20,78 |       |
| 14      | A     | Filip Mihaljević       | Chorwacja            | 20,09 | 20,04 | 20,75 | 20,75 |       |
| 15      | B     | Mohammed Tolo          | Arabia Saudyjska     | 20,63 | x     | 20,65 | 20,65 |       |
| 16      | A     | Tsanko Arnaudov        | Portugalia           | 20,02 | 19,80 | 20,31 | 20,31 |       |
| 17      | A     | Bob Bertemes           | Luksemburg           | 20,27 | x     | x     | 20,27 |       |
| 18      | B     | Andrei Toader          | Rumunia              | 20,24 | 20,00 | 20,10 | 20,24 |       |
| 19      | B     | Michał Haratyk         | Polska               | 19,41 | 19,87 | 19,94 | 19,94 |       |
| 20      | B     | Mostafa Hassan         | Egipt                | 19,70 | x     | x     | 19,70 |       |
| 21      | B     | Scott Lincoln          | Wielka Brytania      | x     | x     | 19,69 | 19,69 |       |
| 22      | B     | Roman Kokoszko         | Ukraina              | x     | 19,36 | 19,22 | 19,36 |       |
| 23      | A     | Nazareno Sasia         | Argentyna            | 19,33 | x     | 19,06 | 19,33 |       |
| 24      | B     | Armin Sinančević       | Serbia               | x     | 19,31 | x     | 19,31 |       |
| 25      | A     | Mohamed Khalifa        | Egipt                | x     | 19,27 | x     | 19,27 |       |
| 26      | A     | Mesud Pezer            | Bośnia i Hercegowina | 19,01 | 19,03 | 18,94 | 19,03 |       |
| 27      | A     | Eric Favors            | Irlandia             | 19,02 | 18,38 | 18,86 | 19,02 |       |
| 28      | A     | Konrad Bukowiecki      | Polska               | x     | 18,34 | 18,83 | 18,83 |       |
| 29      | A     | Tajinderpal Singh Toor | Indie                | 18,05 | x     | x     | 18,05 |       |
|         | A     | Welington Morais       | Brazylia             | x     | x     | x     | NM    |       |
|         | B     | Francisco Belo         | Portugalia           | x     | x     | x     | NM    |       |

### Finał
| Pozycja | Zawodnik              | Reprezentacja     | Próba | Próba | Próba | Próba | Próba | Próba | Wynik | Uwagi |
| Pozycja | Zawodnik              | Reprezentacja     | 1     | 2     | 3     | 4     | 5     | 6     | Wynik | Uwagi |
| ------- | --------------------- | ----------------- | ----- | ----- | ----- | ----- | ----- | ----- | ----- | ----- |
| złoto   | Ryan Crouser          | Stany Zjednoczone | 22,64 | 22,69 | 22,90 | x     | x     | —     | 22,90 | SB    |
| srebro  | Joe Kovacs            | Stany Zjednoczone | 21,69 | x     | 21,71 | x     | x     | 22,15 | 22,15 |       |
| brąz    | Rajindra Campbell     | Jamajka           | 20,00 | 22,15 | x     | x     | x     | x     | 22,15 |       |
| 4       | Payton Otterdahl      | Stany Zjednoczone | 21,39 | 21,98 | 22,01 | x     | x     | 22,03 | 22,03 |       |
| 5       | Leonardo Fabbri       | Włochy            | x     | 20,96 | x     | 21,70 | x     | x     | 21,70 |       |
| 6       | Chukwuebuka Enekwechi | Nigeria           | 20,58 | 21,42 | 21,01 | x     | x     | x     | 21,42 |       |
| 7       | Jacko Gill            | Nowa Zelandia     | x     | 20,81 | 21,15 | x     | 19,23 | 20,47 | 21,15 |       |
| 8       | Uziel Muñoz           | Meksyk            | 20,68 | 20,88 | 20,80 | x     | 20,29 | x     | 20,88 |       |
| 9       | Marcus Thomsen        | Norwegia          | x     | 20,58 | 20,67 | NQ    | NQ    | NQ    | 20,67 |       |
| 10      | Tomáš Staněk          | Czechy            | 20,31 | 20,37 | x     | NQ    | NQ    | NQ    | 20,37 |       |
| 11      | Zane Weir             | Włochy            | x     | 20,24 | x     | NQ    | NQ    | NQ    | 20,24 |       |
| 12      | Tom Walsh             | Nowa Zelandia     | x     | x     | x     | NQ    | NQ    | NQ    | NM    |       |